# Amour tragique
Pour plus de détails, voir Fiche technique et Distribution.
Amour tragique (Beware of Pity) est un film britannique réalisé par Maurice Elvey, sorti en 1946. Le film est tiré de La Pitié dangereuse de Stefan Zweig.

## Fiche technique
- Titre original : Beware of Pity
- Titre français : Amour tragique
- Réalisation : Maurice Elvey
- Scénario : Elizabeth Baron (en), W. P. Lipscomb et Marguerite Steen (en)  d'après le roman La Pitié dangereuse de Stefan Zweig
- Costumes : Cecil Beaton et Matilda Etches (en)
- Photographie : Derick Williams
- Montage : Grace Garland (en)
- Musique : Nicholas Brodszky
- Pays d'origine : Royaume-Uni
- Format : Noir et blanc - 1,37:1
- Genre : drame
- Durée : 105 minutes
- Date de sortie : 1946

## Distribution
- Lilli Palmer : Baronne Edith de Kekesfalva
- Albert Lieven : Lieutenant Anton Marek
- Cedric Hardwicke : Dr Albert Condor
- Gladys Cooper : Mme Klara Condor
- Linden Travers : Ilona Domansky
- Ernest Thesiger : Baron Emil de Kekesfalva
- Emrys Jones (en) : Lt. Joszi Molnar
- Gerhard Kempinski (en) : le maire Jan Nivak
- Ralph Truman : Sandor Balinkay
- Anthony Dawson : Lieutenant Blannik
- Fritz Wendhausen : Josef
- Freda Jackson : gitane